# 米德酸
米德酸是一种Ω-9脂肪酸，最初由美国生物化学家詹姆斯·F·米德（James F. Mead）发现，因而得名。